# Министерство информации и общественного развития Казахстана
Министерство информации и общественного развития Республики Казахстан (до 2 июля 2018 Министерство по делам религий и гражданского общества Республики Казахстан; до 25 февраля 2019 Министерство общественного развития Республики Казахстан) — ныне упразднённый центральный исполнительный орган Республики Казахстан. Образован Указом Президента Республики Казахстан от 13 сентября 2016 года.

## Полномочия
Осуществляющий полномочия в сферах:
- взаимодействия с религиозными объединениями, обеспечения прав граждан на свободу вероисповедания;
- взаимодействия государства и гражданского сектора;
- молодёжной политики;

## История
Ранее в Республике Казахстан в сфере взаимодействия с религиозными объединениями полномочия осуществлял Комитет по делам религий при Министерстве культуры и спорта Казахстана, в области взаимодействия с неправительственными организациями — два соответствующих управления Министерства культуры и спорта — Управление по взаимодействию с НПО и Управление по координации работы государственных органов в сфере взаимодействия с НПО, входящих в Комитет по развитию языков и общественно-политической работы. В области молодёжной политики — Департамент молодёжной политики Министерства образования и науки, а ранее Комитет по делам молодежи.
25 февраля 2019 года указом Президента Республики Казахстан Нурсултана Назарбаева Министерство общественного развития Республики Казахстан реорганизован в Министерство информации и общественного развития Республики Казахстан с передачей ему функций и полномочий в сфере информации от Министерства информации и коммуникаций Республики Казахстан.
29 апреля 2019 года состоялась официальная презентация Единой информационной платформы волонтёров «QazVolunteer.kz» в Службе Центральных Коммуникаций. Проект разработан Министерством информации и общественного развития РК совместно с ОЮЛ «Национальная Волонтёрская Сеть» при поддержке гранта НАО «Центр Поддержки Гражданских Инициатив».

## Министры
1. Ермекбаев, Нурлан Байузакович (13 сентября 2016 — 4 апреля 2018)[7].
2. Калетаев, Дархан Аманович (4 апреля 2018 — 25 февраля 2019)[8].
3. Абаев, Даурен Аскербекович (25 февраля 2019 — 4 мая 2020)[9].
4. Балаева, Аида Галымовна (4 мая 2020 — 11 января 2022)[10].
5. Умаров, Аскар Куанышевич (11 января — 2 сентября 2022).
6. Кыдырали, Дархан Куандыкулы (с 2 сентября 2022).

## Структура
На 2019 год.
- Департаменты:

1. Департамент по взаимодействию со СМИ
2. Департамент внутреннего аудита
3. Департамент внутреннего администрирования
4. Департамент анализа и стратегического планирования
5. Департамент экономики и финансов
6. Департамент по работе с государственными активами и закупок
7. Юридический департамент
8. Департамент управления персоналом
9. Департамент международного сотрудничества
10. Департамент координации программы "Рухани жаңғыру"
11. Департамент развития межэтнических отношений
12. Департамент государственной политики в области СМИ
13. Департамент государственной политики в области доступа к информации

- Комитеты:

1. Комитет по делам гражданского общества
2. Комитет по делам молодежи и семьи
3. Комитет по делам религий
4. Комитет информации

- Управления:

1. Управление по защите государственных секретов
2. Управление мобилизационных работ и информационной безопасности